# Xinjiekou
Xinjiekou (in cinese: 新街口站S, Xīnjiēkǒu zhànP) è una stazione della linea 4 metropolitana di Pechino. La stazione è entrata in funzione in concomitanza con l'inaugurazione dell'intera linea, avvenuta il 28 settembre 2009.

## Posizione
La stazione di Xinjiekou si trova nel sottodistretto di Xinjiekou, nel distretto di Xicheng, nelle vicinanze dell'incrocio tra Inner Xizhimen Road (in cinese: 西直门内大街S, ‘‘Xīzhímén nèidàjiē’’P) e Zhaodengyu Road (赵登禹路S, Zhàodēngyǔ lùP).

## Struttura e impianti
La stazione di Xinjiekou si sviluppa sotterraneamente. Al primo piano sotterraneo è disposto l'atrio della stazione, mentre la banchina è disposta centralmente con i binari passanti ai due lati. La stazione presenta quattro ingressi, indicati con le lettere A, B, C e D. L'ingresso B è accessibile ai portatori di handicap tramite un ascensore.

## Servizi
La stazione dispone di:
- Accessibilità per portatori di handicap (solo uscita B)
- Ascensori (solo uscita B)
- Scale mobili
- Emettitrice automatica biglietti
- Servizi igienici
- Sportello automatico
- Distributori automatici
- Stazione video sorvegliata
- Ufficio polizia

### Orari
Dal 30 dicembre 2010 la linea 4 condivide il percorso con la Linea Daxing; dalla stazione di Xinjiekou, relativamente alla linea 4, si operano i servizi come segue:
- Un servizio che copre l'intera tratta, da Anheqiao Nord, da dove inizia la Linea 4, fino a Tiangongyuan, capolinea della Linea Daxing.[5]
- Un servizio ridotto che copre l'intera Linea 4 al quale si aggiunge la fermata Xingong della Linea Daxing, la prima stazione della Linea Daxing, quindi offrendo corse da Anheqiao Nord a Xingong. I passeggeri che intendono proseguire verso sud devono scendere e cambiare binario in direzione Tiangongyuan.[6]

La prima corsa direzione Anheqiao Nord parte tutti i giorni alle 5:27 da Xinjiekou, mentre l'ultima alle 23:42. In direzione Tiangongyuan (linea Daxing), il primo treno opera alle ore 5:24 mentre l'ultimo alle 23:02. Inoltre, relativamente al servizio ridotto della linea, l'ultima corsa da Xinjiekou parte alle 23:14 e termina a Gongyi Xiqiao alle 23:39.

### Tariffazione
- Xinjiekou — Xingong (condiviso con la linea Daxing)
- Xinjiekou — Tiangongyuan (condiviso con la linea Daxing)
- Xinjiekou — Anheqiao Nord

Dalla stazione di Xinjiekou la tariffazione parte da un prezzo di ¥3 (circa €0,40) a seconda della distanza di viaggio totale da percorrere, fino a un massimo di ¥7 (circa €1).

## Interscambi
Fermata autobus